# Station Leeuwarden

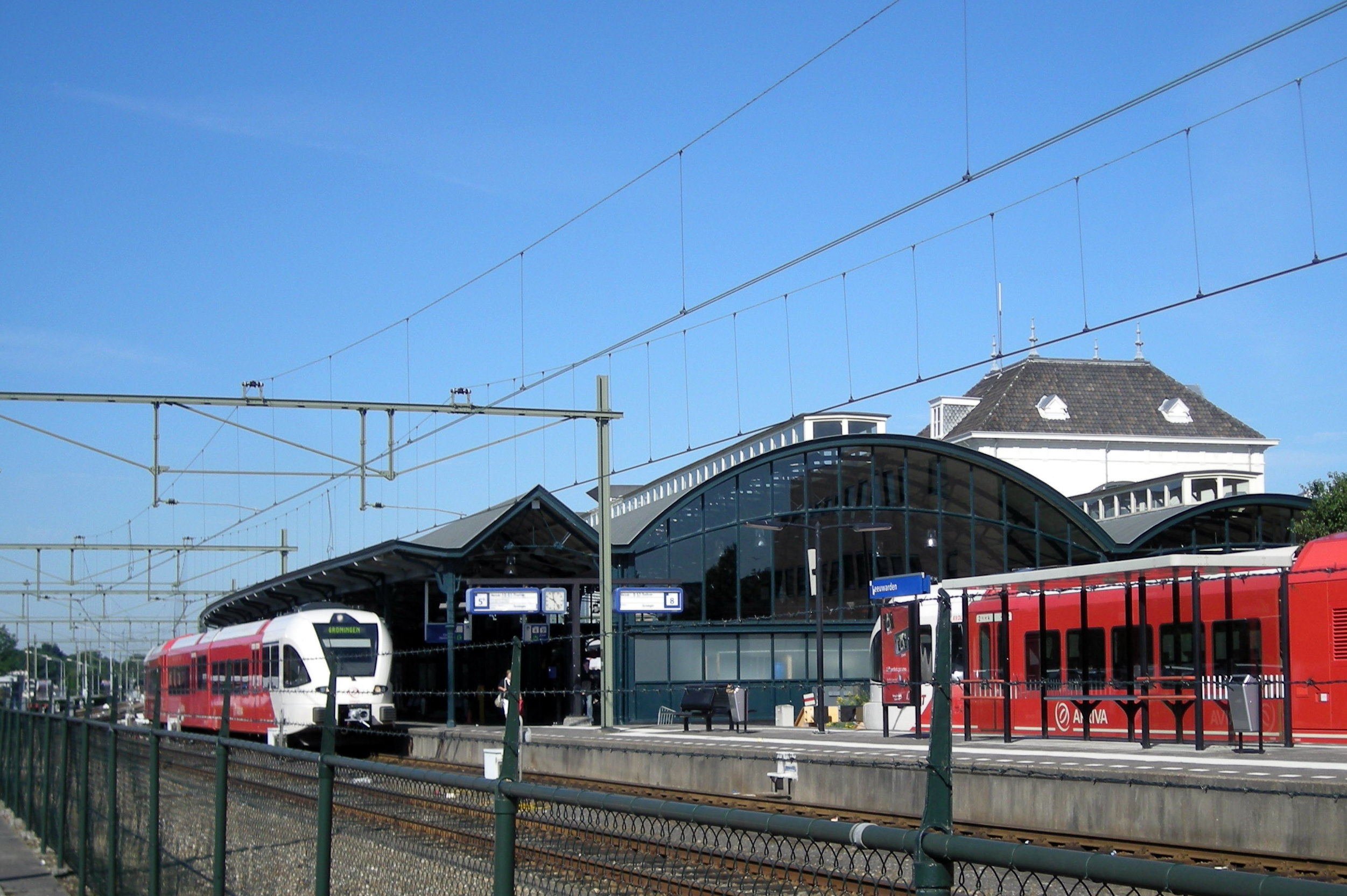
Station achterzijde, perrons

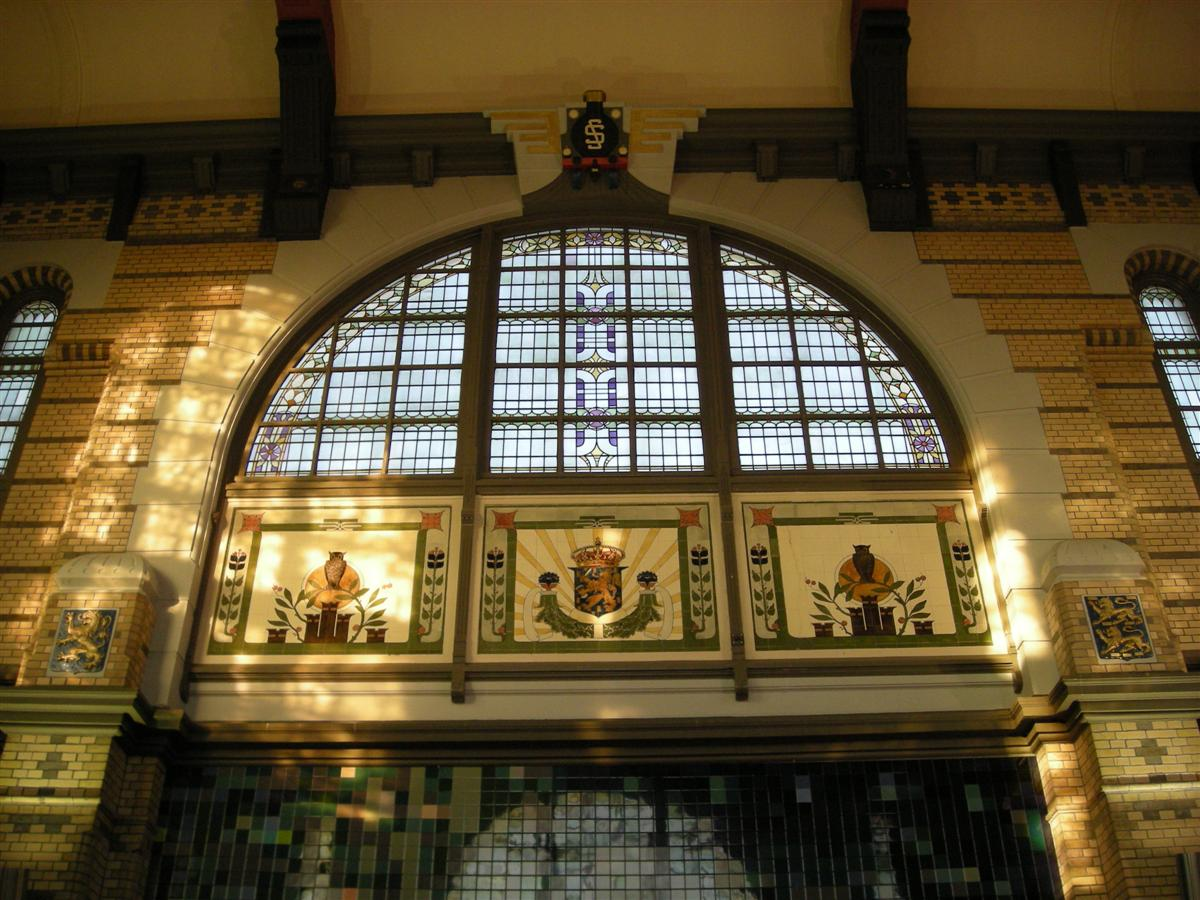
Stationshal, Jugendstil tegeltableaus uit 1904

Station Leeuwarden is het belangrijkste spoorwegstation in Leeuwarden. Het station is een Waterstaatstation van de derde klasse en is een van de negen stations die ooit in deze klasse is gebouwd. Aan de westzijde ligt het busstation.

## Geschiedenis
Station Leeuwarden werd in gebruik genomen op 27 oktober 1863 met de opening van de spoorlijn Harlingen – Leeuwarden. Dit was de tweede door de Maatschappij tot Exploitatie van Staatsspoorwegen (SS) in gebruik genomen spoorlijn. In 1866 werd de lijn verlengd naar Groningen. Dit was een deel van de door de Staat der Nederlanden aangelegde Lijn B, van Harlingen naar Nieuweschans (gereed in 1868).
In 1868 kwam ook de verbinding Zwolle – Meppel – Heerenveen – Leeuwarden gereed (onderdeel van de spoorlijn Arnhem - Leeuwarden), waarmee de Friese hoofdstad een rechtstreekse spoorverbinding met de rest van het land kreeg. Dit was een deel van de in 1865-1868 door de Staat der Nederlanden aangelegde Lijn A, van Arnhem naar Leeuwarden. De spoorlijn Zwolle – Leeuwarden werd in 1952 geëlektrificeerd.
De spoorlijn Leeuwarden – Sneek – Stavoren werd in 1883-1885 in gebruik genomen door de Hollandsche IJzeren Spoorweg-Maatschappij (HSM) als onderdeel van de verbinding tussen Amsterdam en de Friese hoofdstad, via de route Amsterdam – Enkhuizen – Stavoren – Leeuwarden. Tussen Enkhuizen en Stavoren was een veerdienst over de Zuiderzee.
Tot slot kwam er vanuit Leeuwarden in 1901 nog een spoorlijn in noordelijke richting tot stand. Dit werd de lijn van de Noord-Friesche Locaalspoorweg-Maatschappij (NFLS) die via Stiens verbindingen verzorgde met onder andere Dokkum. Het laatste deel van dit net (ook bekend onder de naam Dokkumer lokaaltje, de verbinding Leeuwarden – Stiens), werd op 1 maart 1997 officieel buiten gebruik gesteld, maar is nog niet geheel opgebroken. Wel is in 2007 de aansluiting met het reguliere netwerk verwijderd inclusief de rails tot aan de (openstaande) draaibrug over de Harlingervaart.
In het najaar van 2020 startte ProRail met de werkzaamheden voor het verlengen van de sporen 5 en 8 ten behoeve van een extra sneltrein Groningen - Leeuwarden. Hierbij werd het perron van spoor 5b verbreed waardoor spoor 6 toegankelijk werd. Naast de verbreding werd het perron samen met het perron van spoor 8 verlengd tot de overweg bij de Schrans. Daardoor werd de overweg dubbelsporig. Begin 2021 werden de werkzaamheden afgerond.

## Afbeeldingen

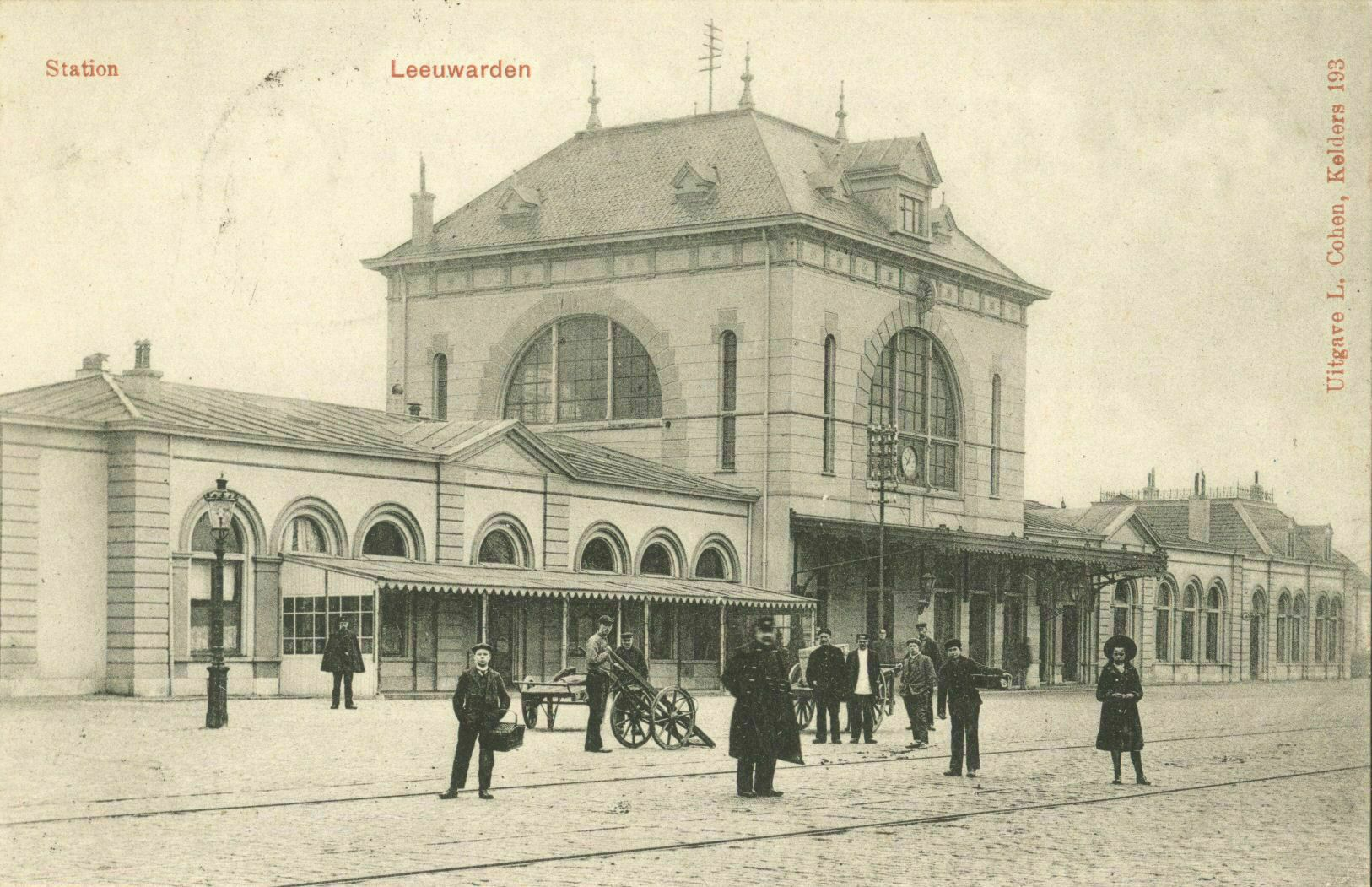
Het station rond 1904-1908
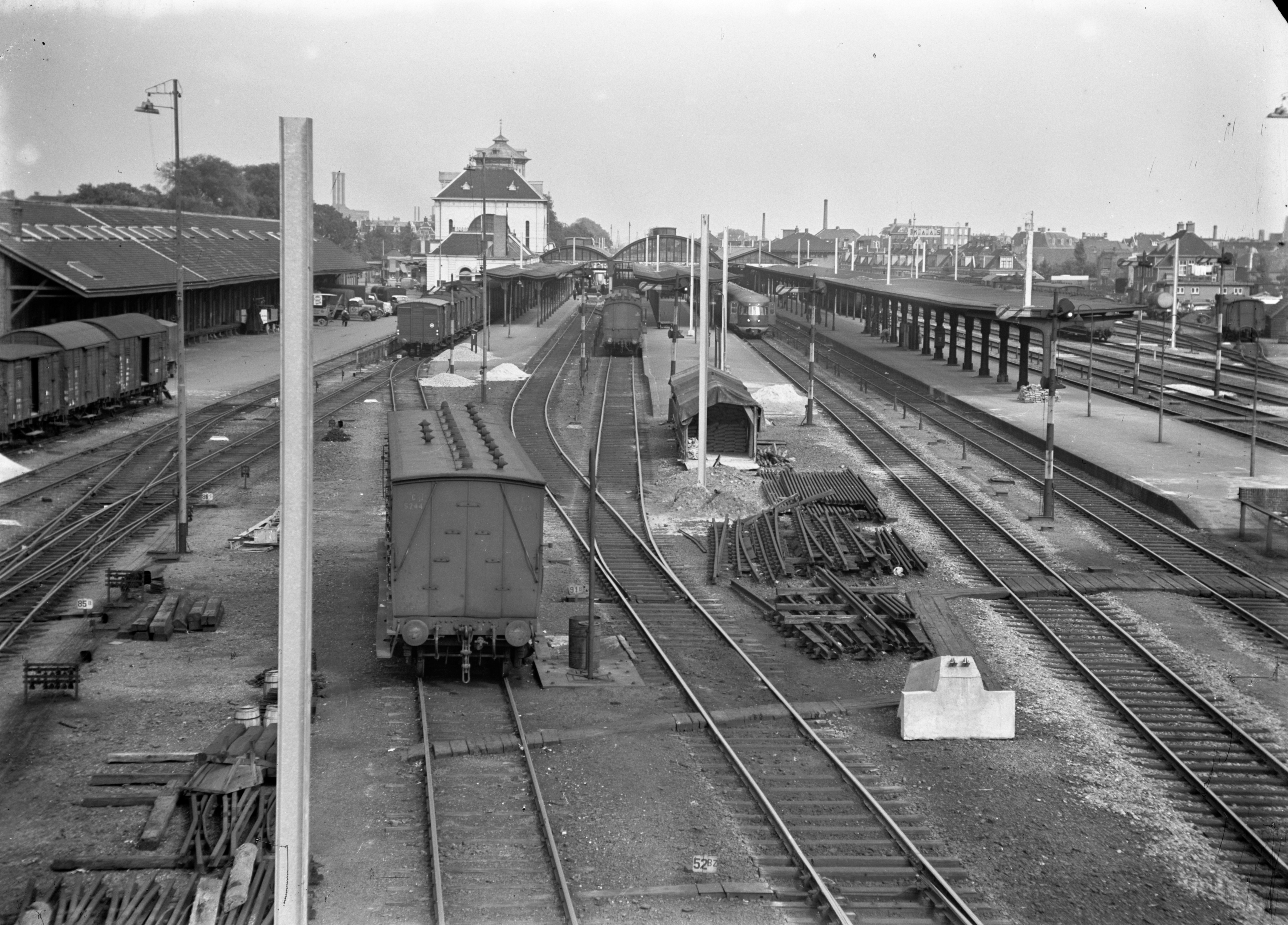
Het emplacement in 1951; de elektrificatie is net begonnen
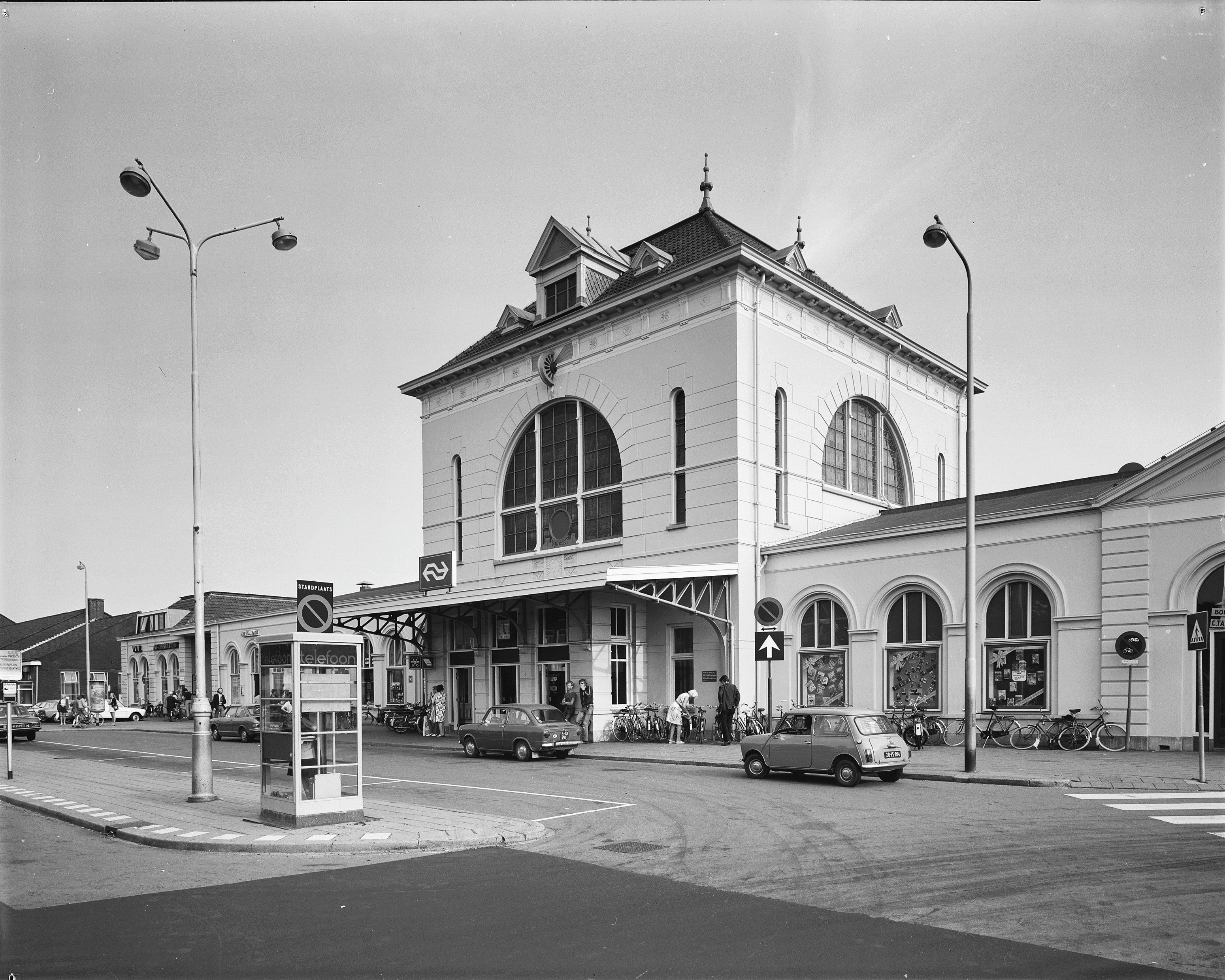
Het station in 1974
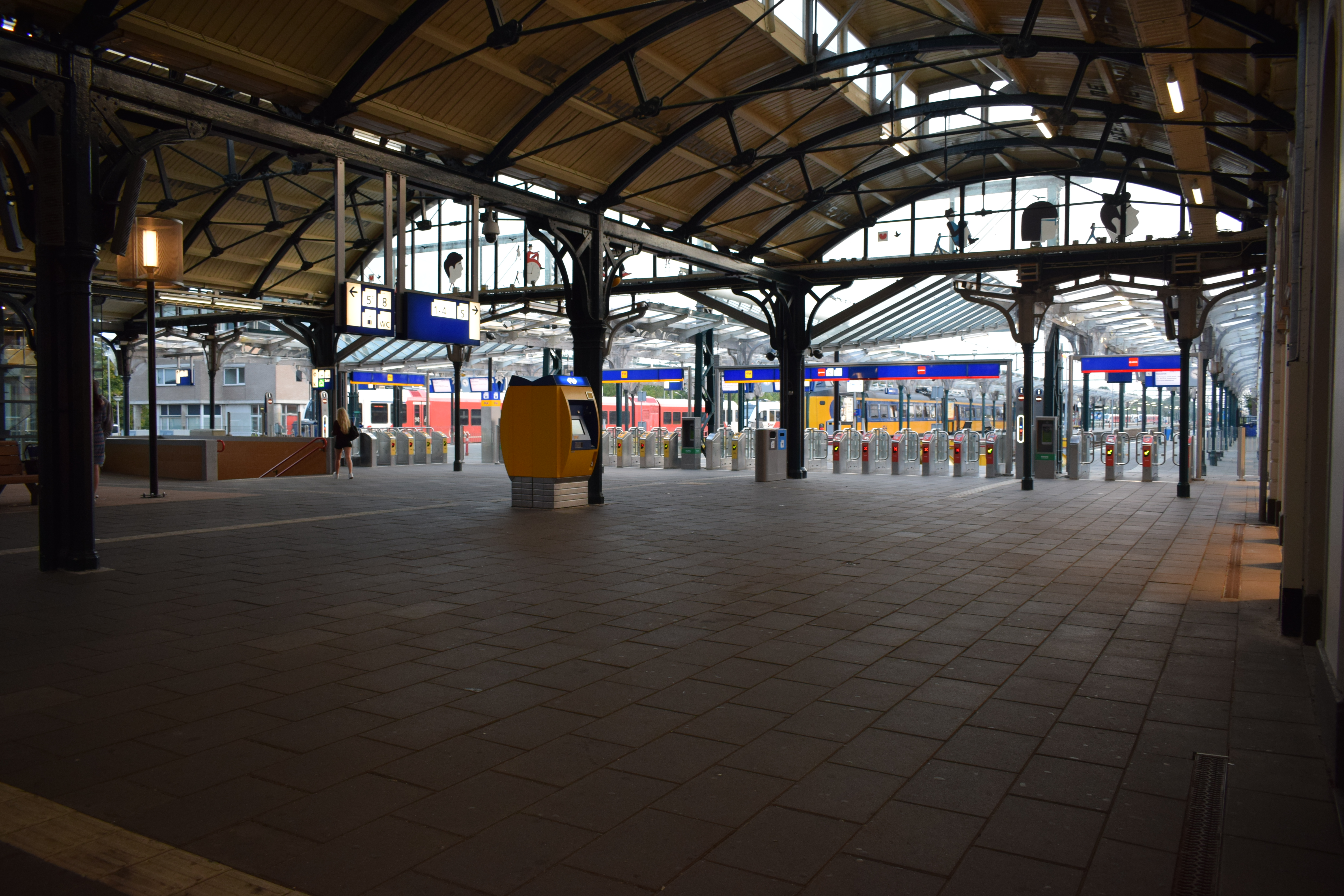
Overkapt gedeelte van het station
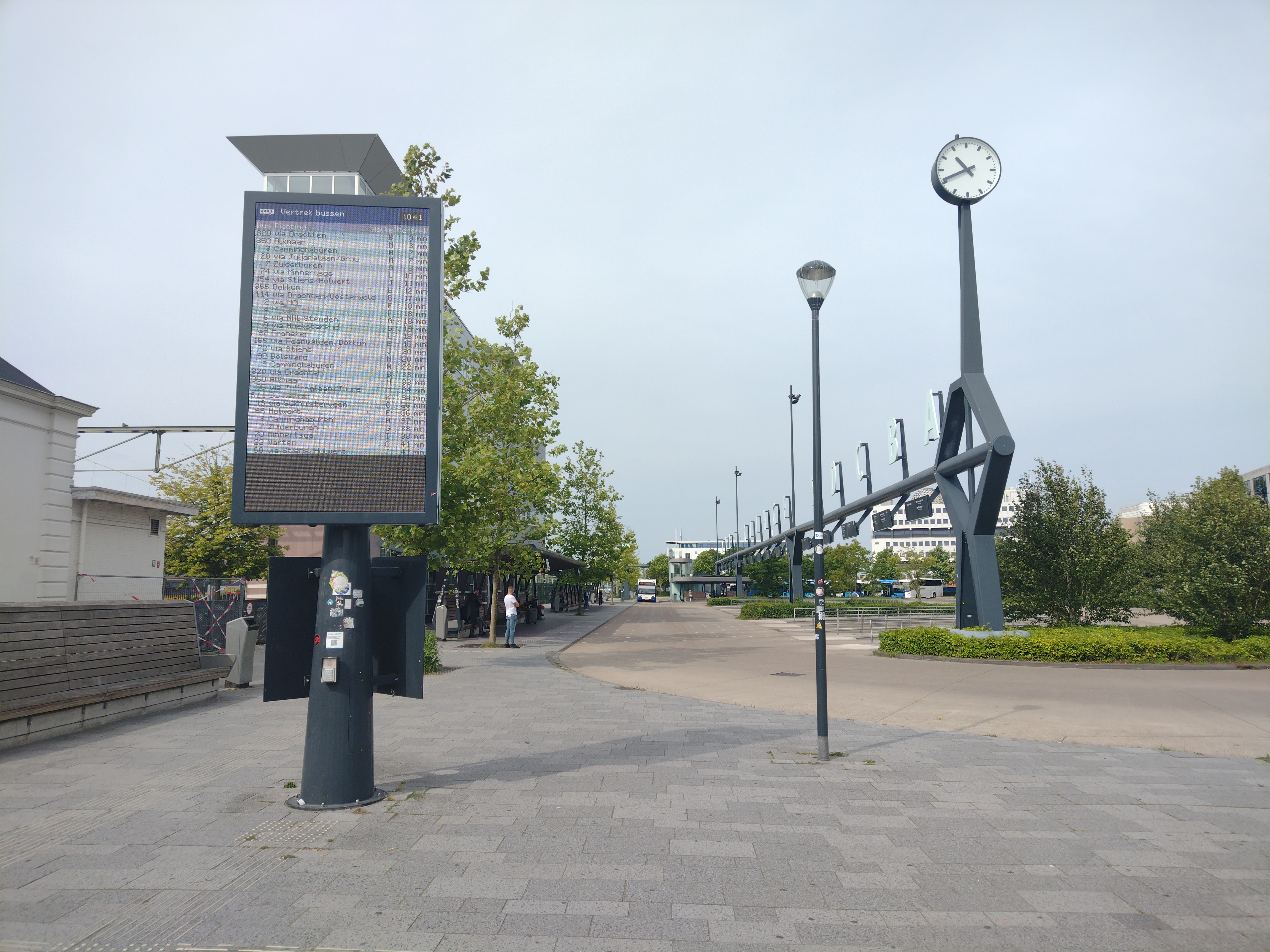
Busstation
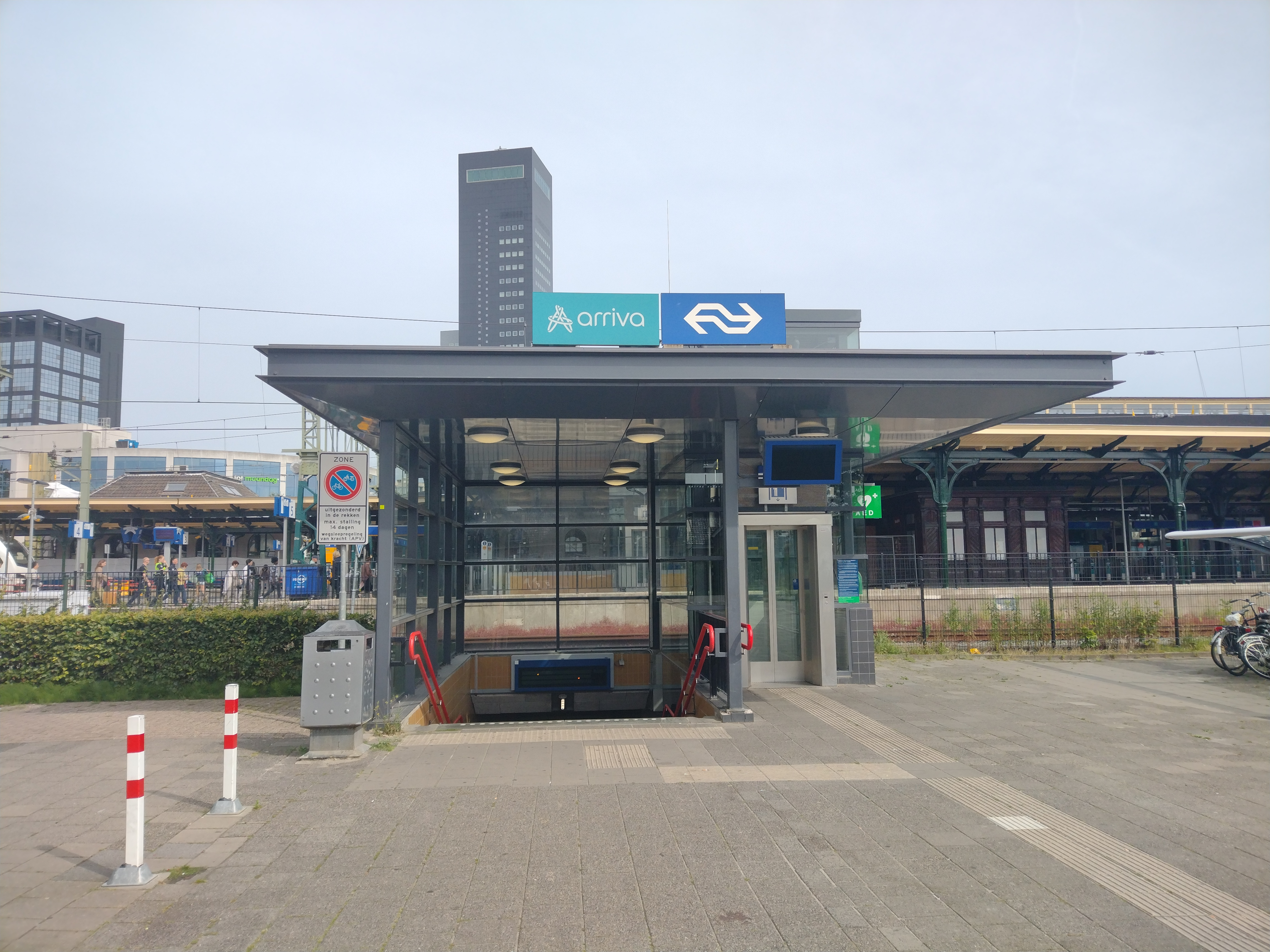
Achteringang van het station

## Gebouw
Het station van Leeuwarden is een van de standaardstations van de Staatsspoorwegen, gebouwd in de jaren zestig van de 19e eeuw. Van de vier nog aanwezige stations van het Type SS derde klasse bevinden zich er drie langs de lijn Harlingen – Nieuweschans, Dit betreft Harlingen (1863), Leeuwarden (1863) en Winschoten (1865). Het gebouw was ontworpen door de ingenieur Karel Hendrik van Brederode.
In tegenstelling tot de beide andere stations, die nog grotendeels in oude staat verkeren, is het station van Leeuwarden later grondig verbouwd. In 1890 kwam er aan de oostzijde een nieuwe vierkante aanbouw, de zijvleugels werden in 1924 verbouwd. Ingrijpender was de vernieuwing van het middengedeelte in 1904. Op de plaats van het oorspronkelijke gebouw kwam een hoge nieuwe hal met een groot halfrond venster. Ook in 2000 is het station verbouwd en gemoderniseerd. In 2013 werden de perrons per lift toegankelijk gemaakt.
In 2016 bleek dat de gietijzeren constructie van de overkappingen van de perrons sterk verwaarloosd was. Bij storm zouden die een gevaar kunnen vormen en daarom werden ze verwijderd. ProRail wilde geheel nieuwe overkappingen plaatsen maar de gemeente Leeuwarden stond op restauratie. Uiteindelijk koos ProRail voor renovatie van alle overkappingen van het station. De werkzaamheden zijn in augustus 2025 afgerond. 
Sinds de zomer van 2024 worden de gevels van het station van hun witte pleisterlaag ontdaan en wordt het station terug in de originele bruine en crème tot geelbruine kleuren van 1904 teruggebracht. De kozijnen worden groen. anno mei 2025 is dit werk nog gaande. In 2020 was als proef een deel van de oostgevel al in dat kleurenpatroon teruggebracht.

## Andere stations in Leeuwarden
Sinds 1991 ligt aan de lijn naar Groningen het station Leeuwarden Camminghaburen. Toen dit station in gebruik werd genomen, betekende dit het einde van station Visvliet in de provincie Groningen dat aan dezelfde lijn ligt. Station Leeuwarden Achter de Hoven was tot 31 augustus 2018 alleen in gebruik voor forensenvervoer: er stopte slechts drie keer per dag een trein. Sinds 31 augustus 2018 is het station gesloten. Er zijn plannen om station Leeuwarden Werpsterhoeke te openen aan de lijn richting Zwolle.
Aan de voormalige NFLS Spoorlijn Leeuwarden - Anjum lagen Halte Schenkenschans (ten zuiden van de voormalige spoorwegovergang bij de Harlingerstraatweg) en Station Leeuwarden Halte bij het Schapendijkje bij de Noorderbegraafplaats.

## Treinen
De volgende treinseries hebben hun begin/eindpunt te Leeuwarden.
| Serie      | Treinsoort         | Route                                                                                                | Bijzonderheden |
| ---------- | ------------------ | --- | --- |
| 600        | Intercity (NS)     | Leeuwarden – Meppel – Zwolle – Amersfoort Centraal – Utrecht Centraal – Gouda – Den Haag Centraal    | |
| 800        | Intercity (NS)     | Schiphol Airport – Amsterdam Zuid – Almere Centrum – Lelystad Centrum – Zwolle – Meppel – Leeuwarden | Vormt een halfuurdienst tussen Schiphol Airport en Zwolle met serie 700 en tussen Zwolle en Leeuwarden met serie 600. Sommige treinen tussen Zwolle en Leeuwarden stoppen op alle stations. (alleen 's morgens vroeg en 's avonds laat). |
| 9000       | Sprinter (NS)      | Leeuwarden – Meppel – Zwolle – Lelystad Centrum                                                      | Rijdt na 20:00 uur en in het weekend 1x/uur tussen Leeuwarden en Zwolle. Rijdt na 21:00 uur 1x/uur op het hele traject. |
| 37000 RS 3 | Stoptrein (Arriva) | Leeuwarden – Sneek                                                                                   | Rijdt niet in de spitsuren, dan rijdt RE3 (treinserie 38000). Rijdt ook niet 's avonds na 20:00. Op zondag rijden slechts twee vroege ritten naar Sneek en één late rit naar Leeuwarden.                                                 |
| 37100 RS 3 | Stoptrein (Arriva) | Leeuwarden – Sneek – Stavoren                                                                        | |
| 37200 RS 2 | Stoptrein (Arriva) | Leeuwarden – Harlingen Haven                                                                         | |
| 37300 RE 1 | Sneltrein (Arriva) | Leeuwarden – Groningen – Groningen Europapark                                                        | Stopt 2x/uur in Feanwâlden en alternerend in Buitenpost en Zuidhorn. |
| 37400 RS 1 | Stoptrein (Arriva) | Leeuwarden – Groningen – Groningen Europapark                                                        | Is tijdens de spitsuren gekoppeld aan spitssneltrein RE6 (treinserie 37900). |
| 38000 RE 3 | Sneltrein (Arriva) | Leeuwarden – Sneek                                                                                   | Spitstrein. Rijdt in de ochtendspits naar Leeuwarden en in de middagspits naar Sneek. |

Leeuwarden is voor alle treinen het eindpunt, het station kent dan ook voornamelijk kopsporen, er is maar één doorgaand perronspoor. Zodra het station Leeuwarden Werpsterhoeke wordt geopend, rijden de treinen van en naar Groningen door naar dit station en wordt het doorgaande perronspoor gebruikt waarvoor het bedoeld is.

## Inselzug
In de zomerperiode (van mei tot september) rijdt de trein naar Groningen elke vrijdag en zaterdag twee keer per dag door naar Leer (Oost-Friesland). De trein uit Groningen rijdt twee keer per dag door naar station Harlingen Haven. Dit is makkelijk voor reizigers die naar de eilanden Vlieland en Terschelling willen met de boot. Deze trein heet de Inselzug, die het voor Duitsers gemakkelijk maakt om naar de Waddeneilanden te reizen. Deze Inselzüge zijn door Arriva weer in de dienstregeling opgenomen. Een aantal jaren geleden bestond deze trein namelijk ook al, maar is toen uit de dienstregeling gehaald wegens spoorvernieuwing op het Duitse traject Nieuweschans – Leer.

## Ontwikkeling aantal reizigers
Het aantal door NS vervoerde reizigers (per gemiddelde werkdag) ontwikkelde zich sedert 2019 als volgt:
| Jaar | Aantal reizigers |
| ---- | ---------------- |
| 2019 | 9.992            |
| 2020 | 4.728            |
| 2021 | 5.380            |
| 2022 | 7.727            |
| 2023 | 8.285            |
| 2024 | 7.705            |

0,0: Arnhem Centraal ·
0,5: Arnhem Velperpoort ·
1,2: Arnhem Presikhaaf ·
1,3: Plattenburg ·
3,2: Café Unie ·
3,9: Hotel Naeff ·
4,2: Velp ·
7,0: Wordt-Rheden ·
8,0: Rheden ·
9,4: De Steeg ·
10,0: Hotel Den Engel ·
10,4: Diepesteeg ·
10,9: Holleweg ·
12,6: Ellecom ·
13,0: Villa Hofstetten ·
14,3: Dieren ·
16,2: Spankeren ·
18,4: Leuvenheim ·
20,3: Brummen ·
21,4: Weg naar Voorst ·
23,1: Het Vosje ·
24,4: Voorstonden ·
26,6: Hoven ·
27,5: Zutphen ·
28,0: Nieuwstad ·
30,2: Hungerink-Mettray ·
31,3: Eefde ·
35,3: Gorssel ·
36,2: Epse ·
40,0: Colmschate ·
40,9: Snippeling ·
43,5: Deventer ·
44,1: Boksbergerweg ·
45,6: De Platvoet ·
47,6: Rande ·
48,3: Diepenveen West ·
50,6: Puinweg ·
51,4: Hoenlo ·
53,1: Olst ·
55,5: Beltenweg ·
56,2: Duurschestraat ·
58,1: De Boerhaar ·
59,0: Bovendorp ·
59,6: Wijhe ·
62,8: Wijnvoorden ·
64,0: Herxen ·
65,5: Windesheim ·
68,0: Herculo ·
71,4: Ittersum ·
73,5: Zwolle ·
81,5: Berkum ·
88,0: Dedemsvaart ·
95,5: Staphorst ·
100,7: Meppel ·
106,3: Nijeveen ·
114,5: Steenwijk ·
120,0: Willemsoord ·
122,5: Peperga ·
127,0: Wolvega ·
134,6: Oudeschoot ·
134,6: Heerenveen IJsstadion ·
137,1: Heerenveen ·
143,7: Stobbegat ·
148,8: Akkrum ·
153,7: Grou-Jirnsum ·
158,1: Idaard-Roordahuizum ·
159,9: Wirdum ·
166,2: Leeuwarden
−0,2: Harlingen Haven ·
1,1: Harlingen ·
9,6: Franeker ·
15,5: Dronryp ·
21,9: Deinum ·
24,9: Leeuwarden ·
28,0: Achter de Hoven ·
29,7: Leeuwarden Camminghaburen ·
31,3: Ouddeel ·
34,4: Tietjerk ·
36,1: Hurdegaryp ·
40,2: Feanwâlden ·
43,6: De Westereen ·
46,8: Wildpad ·
47,3: Veenklooster-Twijzel ·
50,9: Buitenpost ·
57,8: Visvliet ·
61,9: Grijpskerk ·
68,7: Zuidhorn ·
72,2: Den Horn ·
75,3: Hoogkerk-Vierverlaten ·
80,4: Groningen ·
82,0: Groningen Europapark ·
88,4: Westerbroek ·
92,4: Kropswolde ·
93,7: Martenshoek ·
95,6: Hoogezand-Sappemeer ·
97,2: Sappemeer Oost ·
98,0: Scholte ·
102,2: Zuidbroek ·
109,7: Scheemda ·
111,5: Heiligerlee ·
114,6: Winschoten ·
121,9: Ulsda ·
126,8: Bad Nieuweschans
0: Leeuwarden ·
5: Jellum-Boxum ·
Beers ·
Jorwerd ·
10: Mantgum ·
Wieuwerd ·
16: Bozum ·
Scharnegoutum ·
20: Sneek Noord ·
22: Sneek ·
25: IJlst ·
30: Oudega ·
Nijhuizum ·
37: Workum ·
41: Hindeloopen ·
46: Koudum-Molkwerum ·
Warns ·
50: Stavoren
0: Leeuwarden ·
3: Leeuwarden Halte · Jelsum · Cornjum · Britsum ·
9: Stiens · Finkum · Hijum ·
15: Hallum ·
18: Marrum-Westernijkerk ·
20: Ferwerd · Blija ·
26: Holwerd ·
30: Ternaard · Hantum ·
37: Dokkum-Aalsum · Wetsens ·
42: Metslawier · Morra-Lioessens ·
47: Anjum
Akkrum ·
Buitenpost ·
De Westereen ·
Deinum ·
Dronryp ·
Feanwâlden ·
Franeker ·
Grou-Jirnsum ·
Harlingen ·
Harlingen Haven ·
Heerenveen ·
Hindeloopen ·
Hurdegaryp ·
IJlst ·
Koudum-Molkwerum ·
Leeuwarden ·
Leeuwarden Camminghaburen ·
Mantgum ·
Sneek ·
Sneek Noord ·
Stavoren ·
Wolvega ·
Workum
Voormalige stations: zie de lijst van voormalige spoorwegstations in Friesland